# Бучин
Бучин (укр. Бучин) — село в Любешовской поселковой общине Камень-Каширского района Волынской области Украины.
Код КОАТУУ — 0723186102. Население по данным 2023 года составляет около 100 человек. Почтовый индекс — 44215. Телефонный код — 3362. Занимает площадь 2 км².

## История
Первое письменное упоминание о Бучине датировано 1555 годом в «Писцовой книге Пинскаго и Клецкого княжеств, составленной Пинским старостою Станиславом Хвальчевским в 1552—1555 годах». В то время в Бучине проживало три больших семейства («дворища»):
- Мелехович Никита с сынами Сидором, Парфеном, Филиппом;
- Соболевич Иван с сынами Григорием, Иваном, Василием и Лазарем;
- семейство Долбницких.

Вероятно, что название деревни происходит от рыболовецких, плетеных из лозы снастей «Бучи», так как рыболовля была и есть основным занятием жителей Бучина.
В местном Свято-Николаевском Храме находится Бучинская икона Божией Матери, особо чтимая православными христианами Волынского, Ровенского (Украина) и Пинского (Белоруссия) Полесья.
До 2020 года входило в Любешовский район.